# Arany László (költő)

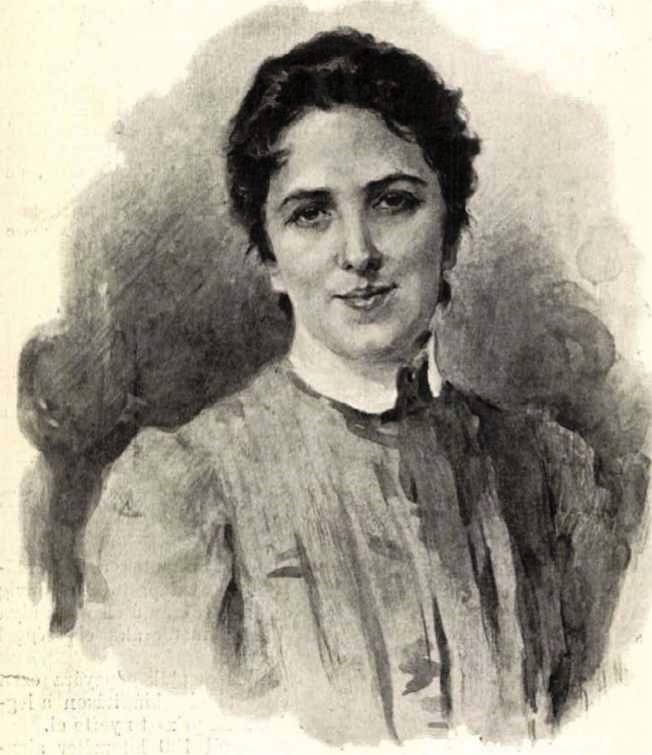
Arany Lászlóné, sz. Szalay Gizella

Arany László (Nagyszalonta, 1844. március 24. – Budapest, 1898. augusztus 1.) magyar költő és népmesegyűjtő, a Magyar Tudományos Akadémia levelező tagja (1872). Legjelentősebb műve A délibábok hőse. Arany János fia.

## Élete
Arany János és Ercsey Julianna második gyermekeként született, nővére Arany Julianna volt.
Apjának kiemelkedése a paraszti sorból még bizonytalan volt, de ő már a kezdetektől fogva értelmiségi pályára készült. Gyermekkorának egyéniségformáló polgári légkörét erősen módosította, illetve az átlagos értelmiségi szint fölé emelte apjának költő és irodalmár volta, illetve az is, hogy apja bizonyos mértékig (vitatható nemességük tudata ellenére) mindvégig kötve érezte magát a parasztsághoz, amelyből származott.
Nem tudni, hogy Nagyszalonta és a szabadságharc emléke, illetve az ezt megelőző Petőfi-látogatások milyen módon befolyásolták az ifjú Arany Lászlót. Egy ilyen látogatás alkalmával írta hozzá Petőfi Sándor Arany Lacinak című versét. Ifjúi gondolkodásmódját a világosi fegyverletétel utáni évek és apja nagykőrösi tanárkodásának időszaka határozta meg. Magyarország történetének egyik legnehezebb korszaka volt ez. Ő azonban éppen ennek a tragikus időszaknak köszönhette azt a kitűnő iskolát, amilyen irodalmunkban valaha is osztályrészül jutott valakinek. A protestáns értelmiség nagy része Kőrösön talált menedéket ezekben az években. Édesapjával együtt tanított itt a költő Szász Károly és Mentovich Ferenc, a kiemelkedő matematikus, a materializmus egyik magyarországi előfutára. Emellett olyan nevekkel találkozhatunk, mint Szilágyi Sándor, akiből később jeles történész vált, Szabó Károly, aki régi nyomtatványok és történeti források kutatója volt és sokan mások. Pestről gyakran érkeztek híres látogatók Aranyékhoz, többek között Gyulai Pál, Csengery Antal, Kemény Zsigmond, Salamon Ferenc, Jókai Mór és Pákh Albert. Ők az irodalmi élet és a passzív rezisztencia szervezői, illetve eszmei irányítói voltak. Ezek a férfiak, bár sokban különböztek, néhány alapelvben teljesen egyetértettek: hittek az irodalom nemzeti és közösségformáló szerepében, valamint a magyarság szükségszerű vezető szerepében a Kárpát-medencén belül. Hirdették a nemesség polgárosodásának követelményét, és felvállalták a liberalizmus eszmevilágát. Ennek tükrében meg voltak győződve arról, hogy az országot nem további forradalmak fogják megmenteni és felvirágoztatni, hanem a fokozatos fejlődés, amelynek kulcsa a szorgos munka és a szigorú önfegyelem. Műveltségükben is találhatunk egyező vonásokat: a népi-nemzeti irodalmat támogatták, a népköltészetet megbecsülték. Ezt és a hagyományokat ötvözni szerették volna jelenük irodalmával. Eszményképük az angol irodalom és kultúra volt.

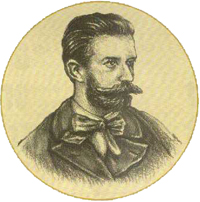
1885 körül

A politikai háttér, az irodalmi élmények és ösztönzések mellett írói és közéleti életpályája fejlődésére – természetesen – nagyban hatott apja is. A családi légkörben, elsősorban az anyagiak iránti józan polgári felelősségérzetet sajátította el, illetve a munkaerkölcs és a kötelességteljesítés szigorú alapelveit. Jogász korában a pesti egyetemen már sokféle ismeret és sokrétű érdeklődési kör, illetve nagy munkabírás és munkakedv jellemezte. Emellett jellegzetesen polgárias munkaszervezői készsége és módszeressége is kiemelhető. Ennek tanúbizonyságai azok az apró, névtelen cikkei és jegyzetei, amelyeket apjának segítve a Koszorúba írt. Ezekben az írásaiban leginkább a léha francia társadalmi drámákat, vígjátékokat és operetteket, illetve az érzelgős német színműveket támadta a művészet erkölcsi komolyságának, nemzeti küldetésének és a realisztika érdekében.
1875. május 10-én házasságot kötött a nemesi származású kéméndi Szalay Gizellával (Szalay István miniszteri tanácsos és Mayerffy Jolán leánya) a budavári római katolikus plébániatemplomban, esküvői tanúik Csengery Antal, Gyulai Pál, Szlávy József és Szalay Ágoston voltak.

## Munkássága
Nővére, édesanyja és saját maga által Nagyszalonta vagy Nagykőrös környékén gyűjtött népmeséit 1862-ben Eredeti népmesék címen adta ki. Apja, Arany János nyomdokain haladt, fő műve A délibábok hőse (1873) című verses regény; hősével, a beszédes nevű Hübele Balázzsal megalkotottak egy új figurát, a koncepció nélküli magyart, amolyan fordított Pató Pál urat. Műve tematikája miatt sokan az 1870–80-as évek „reményvesztett nemzedéke” tagjaihoz sorolták.
Apja halála után, az 1885-ben Nagyszalontán megnyitott emlékszoba számára átadott több Arany János-relikviát. Később ez a gyűjtemény képezte a szalontai Csonkatoronyban 1899-ben kialakított Arany János Emlékmúzeum alapját. Sajtó alá rendezte apja irodalmi hagyatékát: Arany János hátrahagyott iratai és levelezése (1887–89).
1898-ban, ötvennégy éves korában, gyermektelenül halt meg. Életműve összesen öt kötet, ebből egy mesegyűjtemény, egy műfordítások, kettő tanulmányok, szépirodalmi alkotásai beleférnek egyetlen nem túl nagy terjedelmű kötetbe. Ebben megtalálható a fent említett A délibábok hőse, irodalmunk egyik remekműve. Csiky Gergely, Mikszáth Kálmán és a többi magyar író mind csak utána indultak el a realizmus útján, és csak kevesen érték el színvonalát.
Hagyatékának azon része, amely családjára és rá személyes vonatkozással bírt, özvegyénél, Szalay Gizellánál (1857–1945) maradt. Ezt csak ő és második férje, Voinovich Géza (1877–1952) irodalomtörténész kutathatta, aki háromkötetes művet szentelt Arany János életrajzának. A gellért-hegyi villájukban őrzött kéziratok, családi magánlevelezés és egyéb relikviák 1945 januárjában belövések és bombázások következtében teljesen megsemmisültek, mivel a közelben német ágyúállások voltak.